# Yancy Gates
Yancy Grayson Gates (Cincinnati, 15 ottobre 1989) è un ex cestista statunitense.